# الكسندر ميلر هارفي
الكسندر ميلر هارفي (بالإنجليزية: Alexander Miller Harvey)‏ هو محامي أمريكي، ولد في 24 نوفمبر 1867، وتوفي في 9 مارس 1928.